# 房明
房明（1443年—?），字廷耀，山東濟南府長清縣人，軍籍，明朝政治人物。進士出身。

## 生平
早年出身國子生，成化四年（1468年）戊子科山東鄉試第九名。成化十四年（1478年）參加戊戌科會試第二百五十二名，殿試登進士第三甲第一百一十三名。弘治四年（1491年）任扬州府知府。

## 家族
曾祖父房士賢、祖父房四、父亲房貴。母孟氏。慈侍下。兄房景，衛經歷；房忠。娶王氏。